# Acridotheres cristatellus
El miná crestado (Acridotheres cristatellus) es una especie de ave passeriforme de la familia Sturnidae propia de Indochina y del sudeste de China. Esta especie de ave ha sido introducido en Argentina recientemente y puede ser encontrada de forma esporádica en varias provincias del país. En la provincia de Buenos Aires es posible encontrar esta ave en los alrededores de la Ciudad de Buenos Aires y en las costas Atlánticas de Mar del Plata, hasta llegar a Mar de Ajó. 

## Galería

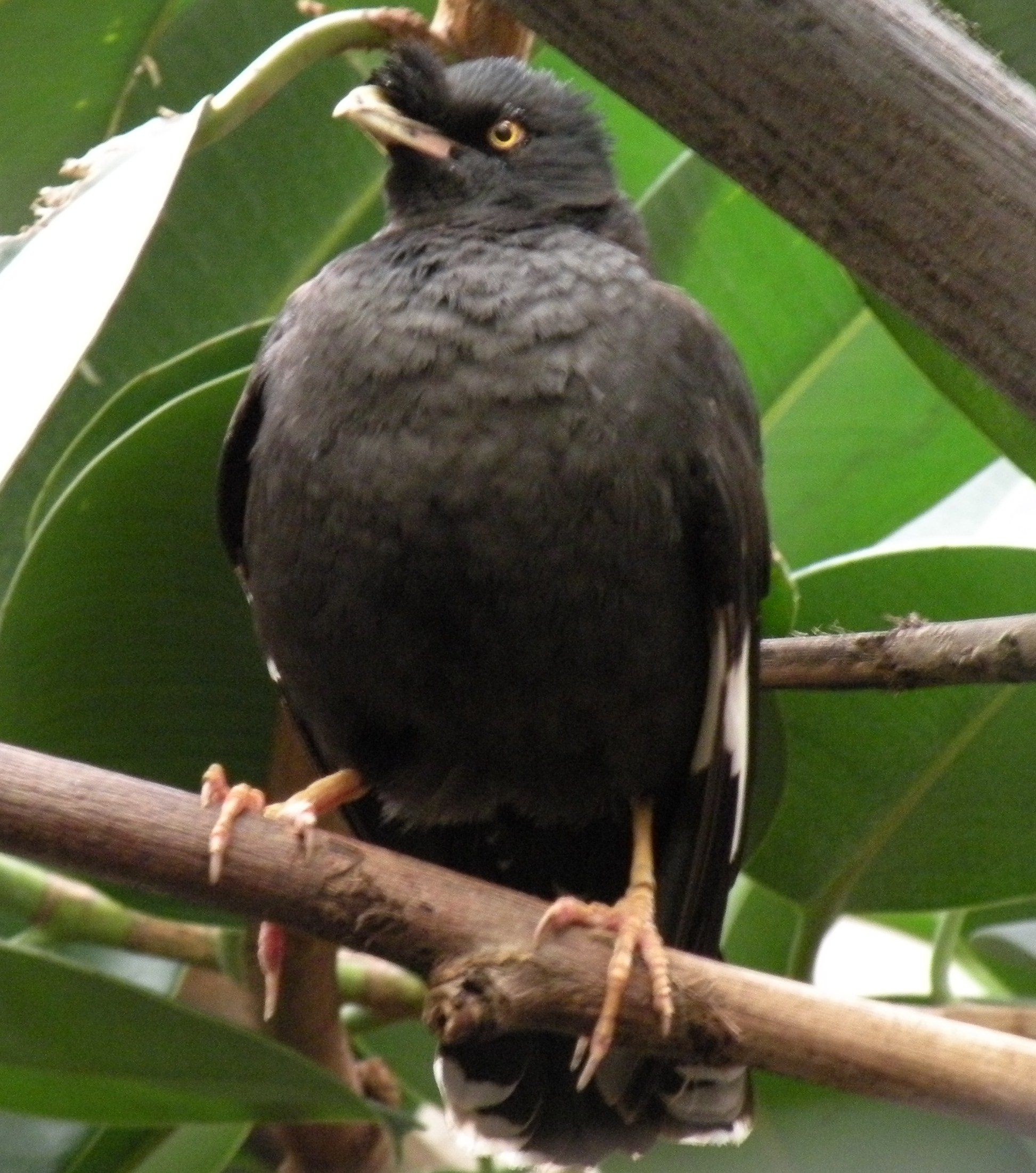
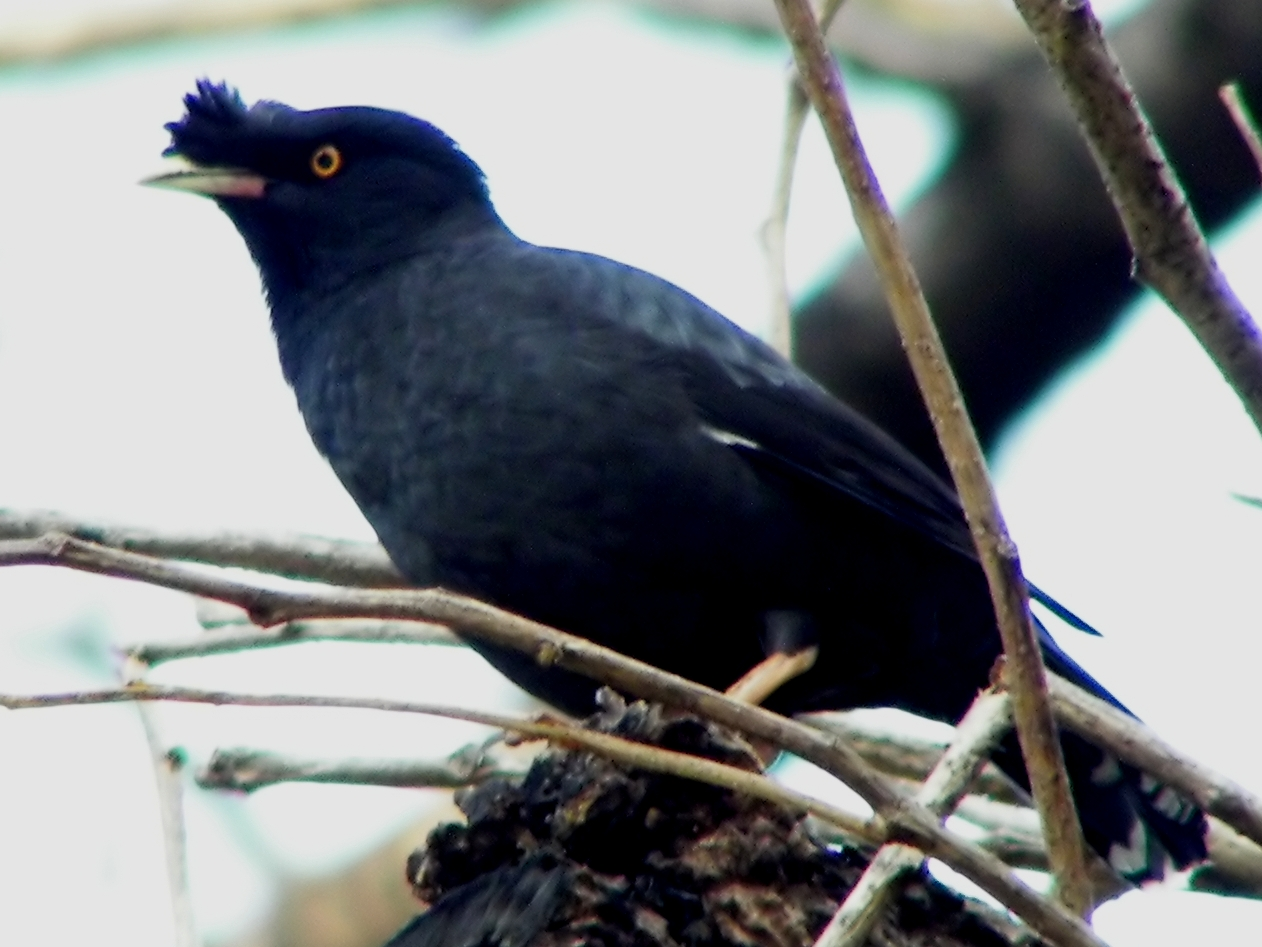
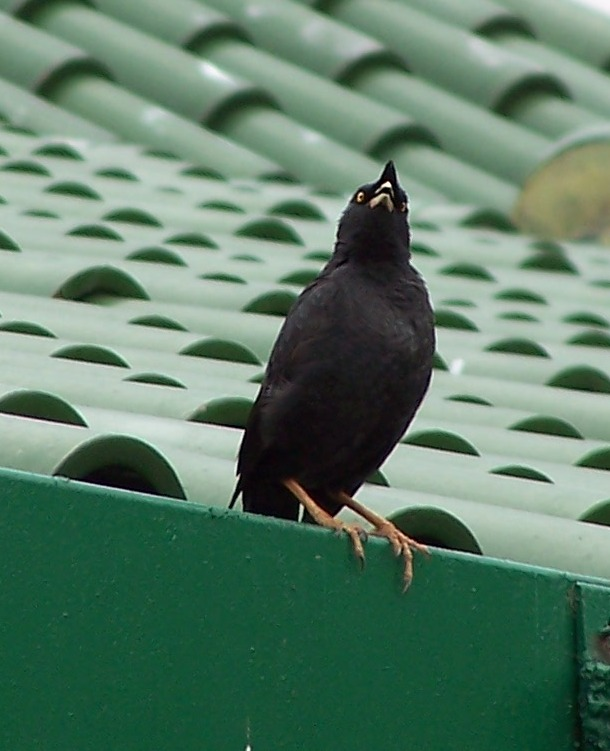

## Subespecies
Se conocen las siguientes subespecies:
- Acridotheres cristatellus brevipennis Hartert, 1910. Se encuentra en Hainan (sur de China).
- Acridotheres cristatellus cristatellus (Linnaeus, 1758). Se distribuye desde el este de Myanmar al norte de Indochina, además del sudeste y centro de China.
- Acridotheres cristatellus formosanus (Hartert, 1912). Habita en Taiwán.